# Chickenfoot (Album)
Chickenfoot ist das 2009 veröffentlichte Debütalbum der gleichnamigen US-amerikanischen Hardrock-Supergroup.

## Einordnung in den musikalischen Hintergrund
Sammy Hagar, Gitarrist und Sänger, der in den Vereinigten Staaten bereits seit seiner Zeit als Sänger der Band Montrose bekannt wurde und später in den 1980er und frühen 1990er Jahren mit Van Halen Superstar-Status erreichte, hatte die Band erstmals 1996 verlassen und sich auf seine Solokarriere konzentriert. Nach einer kurzen Zeit, in der er mit Van Halen noch einmal vier Songs für ein Best-of-Album aufnahm und eine Tournee mit der Gruppe absolvierte, kehrte er der Gruppe endgültig den Rücken, hielt aber stets Kontakt mit dem Bassisten Michael Anthony, der ihm ein Freund geworden war.
Beide Musiker spielten regelmäßig bei Auftritten von Hagar in seiner Bar Cabo Wabo Cantina zusammen. Zu Hagars Nachbarn in Cabo San Lucas gehörte auch Chad Smith, Schlagzeuger der Red Hot Chili Peppers, der ebenfalls regelmäßig zu Gast in der Cantina war und schließlich die Idee hatte, ein gemeinsames Album zu produzieren. Hagar gefiel die Idee, er wollte jedoch einen erstklassigen Gitarristen in der Gruppe haben, daher lud er im Februar 2008 Joe Satriani zum jammen zu sich ein.
Da alle Musiker sehr enge Terminpläne hatten (Smith arbeitete zu dieser Zeit mit Glenn Hughes an dessen Album First Nuclear Underground Kitchen, Satriani war durch seine Tournee-Verpflichtungen, Dozententätigkeit und die Arbeit an seinem Album Professor Satchafunkilus and the Musterion of Rock verhindert, und Hagar promotete sein Soloalbum Cosmic Universal Fashion mit einer Tournee), beschlossen sie, sich alle zwei Monate zu treffen, Songs zu schreiben und Demos aufzunehmen.
Im Dezember 2008 begab sich die Gruppe mit dem Produzenten Andy Johns ins Studio, um das Album aufzunehmen.

## Veröffentlichung
Chickenfoot wurde am 5. Juni 2009 als CD, LP und Downloadversion veröffentlicht. Die Erstauflage der CD und der Schallplatte erschien mit einem Cover, das mit ungiftiger thermochromatischer Tinte bedruckt war. Dadurch wirkte das Cover schwarz, doch bei Wärmezufuhr von mindestens 29 °C, zum Beispiel durch das Auflegen einer Hand, wurden die Fotos der Bandmitglieder (Vorderseite) bzw. die Songtitel (Rückseite) sichtbar.
Als Singles wurden die Titel Oh Yeah (13. April 2009), Soap on a Rope (18. August 2009) und Sexy Little Thing (21. Oktober 2009) veröffentlicht. Das Album erreichte in den USA Platz 4 der Billboard 200, in Deutschland Platz 17 der Charts.

## Rezeption
- Rocks schrieb: „Dass Satriani die Songs mit geschmackvollen Leads versorgt, ist das Sahnehäubchen eines klassischen Rock-Albums von einer Band, die sich ganz nach den derzeit besseren Van Halen anhört.“[3]
- Amazon.de meinte: „Dem Quartett gelingt es auf seinem Debütwerk problemlos, die letzten Van-Halen-Scheiben in den Schatten zu stellen und sich einen gleichzeitig traditionsverhafteten und topmodernen Sound zu erarbeiten.“[4]
- whiskey-soda.de urteilte: „Das Chickenfoot-Debüt ist eine vielseitige Sammlung pointenreicher Texte, sich entfaltender Melodien und großartiger Riffs. Kaum ein Song funktioniert nach dem üblichen 4-Minuten-Schema, erst nach vier Minuten explodieren die meisten förmlich.“ (…) „Chickenfoot spielen Hardrock in allen Facetten und auf höchstem Niveau.“[5]
- Rock Hard kam zu dem Schluss, die Besetzung der Gruppe schraube „die Erwartungen an das Debütalbum ins Unermessliche,“ die Gruppe zelebriere auf dem Album „mit fast schon unverfrorener Lässigkeit elf Hochkaräter,“ die alles andere, „nur keine Hobby-Schnellschüsse satter Rockstars“ seien. Technisch sei „eh alles vom Allerfeinsten,“ das Songwriting stehe „jederzeit im Vordergrund“ und beschere eine CD, die „sämtliche Van-Halen-Platten der letzten 20 Jahre locker wegpustet.“[6]

## Zitate
„Ab der ersten Minute, die wir jammten, wussten wir, dass dies hier etwas wird, das die Welt hören muss.“

## Titelliste
1. (5:56) Avenida Revolucion – Hagar, Satriani
2. (5:32) Soap on a Rope – Hagar, Satriani
3. (4:14) Sexy Little Thing – Hagar, Satriani
4. (4:54) Oh Yeah – Hagar, Satriani
5. (3:52) Runnin' Out – Hagar, Satriani
6. (4:41) Get it up – Hagar, Satriani
7. (6:17) Down the Drain – Hagar, Satriani, Anthony, Smith
8. (4:32) My Kinda Girl – Hagar, Satriani
9. (5:13) Learning to Fall – Hagar, Satriani
10. (5:48) Turnin' Left – Hagar, Satriani
11. (6:38) Future in the Past – Hagar, Satriani, Anthony, Smith
12. (4:24) Bitten by the Wolf – Hagar, Satriani, Smith (Bonus-Track der LP- und Download-Version)